# Australiens herrlandslag i vattenpolo
Australiens herrlandslag i vattenpolo (engelska: Australia men's national water polo team) representerar Australien i vattenpolo på herrsidan. Laget slutade på fjärde plats vid världsmästerskapet 1998.

### Fotnoter
1. ↑  Todor Krastev (19 mars 1998). ”Men Water Polo World Championship 1998 Perth (AUS) - 09-18.01 Winner Spain” (på engelska). Sport Statistics. Arkiverad från originalet den 29 juni 2015. https://web.archive.org/web/20150629104544/http://todor66.com/Water_Polo/World/Men_1998.html. Läst 27 juni 2015.